# Yehuda Levi

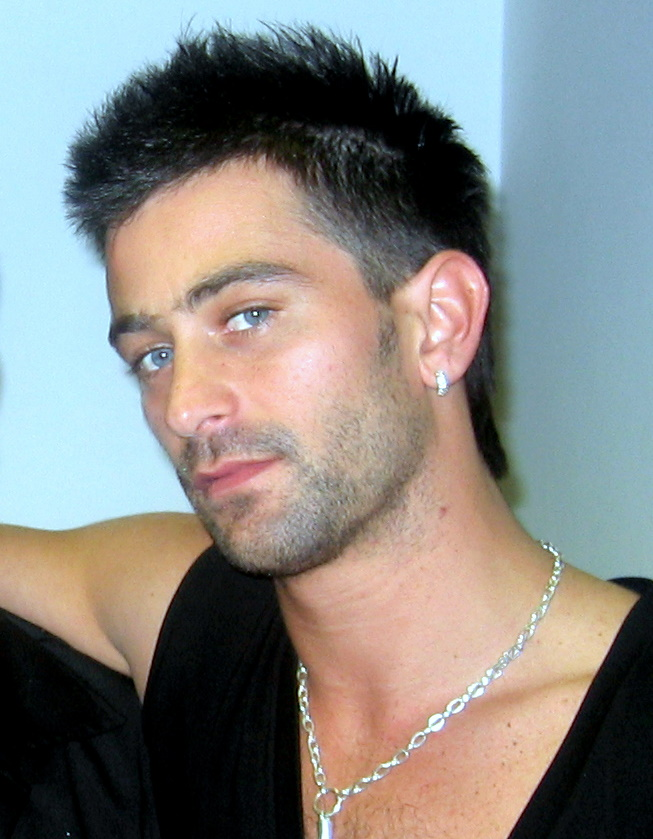
Yehuda Levi

Yehuda Levi (Hebreeuws: יהודה לוי) (Petach Tikwa, 29 juni 1979) is een Israëlisch (soap)acteur en model.
Levi woonde van 1986 tot 1993 in Zuid-Afrika. In zijn jeugd beoefende hij intensief karate en werd vijfde tijdens de jeugdwereldkampioenschappen in Engeland.
Na zijn terugkeer naar Israël volgde hij les aan de theater en kunstenlyzeum van Telma-Yalin in Givatayim. Met zijn deelname aan de Israëlische telenovela Lechayey Ha'ahava wist hij bij het grote publiek door te breken. Sindsdien speelde hij vooral in televisiereeksen, maar ook in een aantal films, zoals Yossi & Jagger. Hij speelt ook in reclamespots.
In 2017 trouwde hij met het Israëlisch fotomodel Shlomit Malka.

## Filmografie (selectie)
- 1996: Zolgot Hadma'ot Me'atzman
- 2001: Lechayey Ha'ahava
- 2002: Yossi & Jagger
- 2004: Medurat Hashevet
- 2005: Munich (soldaat op het vliegveld van Tel Aviv (Luchthaven Ben-Gurion)